# Tranzscheliella macrochloae
Tranzscheliella macrochloae är en svampart som först beskrevs av Narcisse Theophile Patouillard, och fick sitt nu gällande namn av Vánky 2003. Tranzscheliella macrochloae ingår i släktet Tranzscheliella och familjen Ustilaginaceae.   Inga underarter finns listade i Catalogue of Life.